# غادي كندة
غادي كندة هو لاعب كرة قدم إثيوبيي إسرائيلي لعب كمهاجم مع نادي مكابي حيفا.